# Iglesia de San Bartolomé (Las Casas)
La iglesia de san Bartolomé se encuentra situada en el emblemático barrio Las Casas, fuera de la ciudad de Soria, España.

## Descripción
La iglesia es de planta de cruz latina, su construcción data de finales del siglo XVII. 
Se trata de un edificio de estilo entre el barroco más rural y el Neoclásico. En las planchas de hierro caladas de la verja que cierra tres arcos del atrio, se lee: Parroquia de San Bartolomé. 1913; fecha esta, sin duda, de la reparación y colocación de las cancelas. La espadaña con dos vanos para las campanas, está rematada por pináculos de piedra coronados por bolas y con una imposta que separa el último cuerpo del anterior.
En su interior destacan dos retablos, seguramente de artistas locales de la escuela de los hermanos Romero, del siglo XVIII, el de la Virgen del Rosario y el altar del Cristo, situados a derecha e izquierda del altar mayor, de estilo plateresco. De este, destaca la imagen de san Bartolomé, de tamaño natural, que ocupa el único nicho central del retablo. Imagen estofada, dorada y encarnada; de recio porte, su vestuario le añade un talante de inquieta movilidad. Otro retablo, también de estilo plateresco, es el de la capilla del Evangelio, con la Virgen Madre, al centro, flanqueada por santo Tomas de Aquino y san Martín en las repisas laterales. 
De la primitiva iglesia se conservan dos tallas singulares; la pequeña la Virgen de las Mercedes y la procesional de san Bartolomé. 

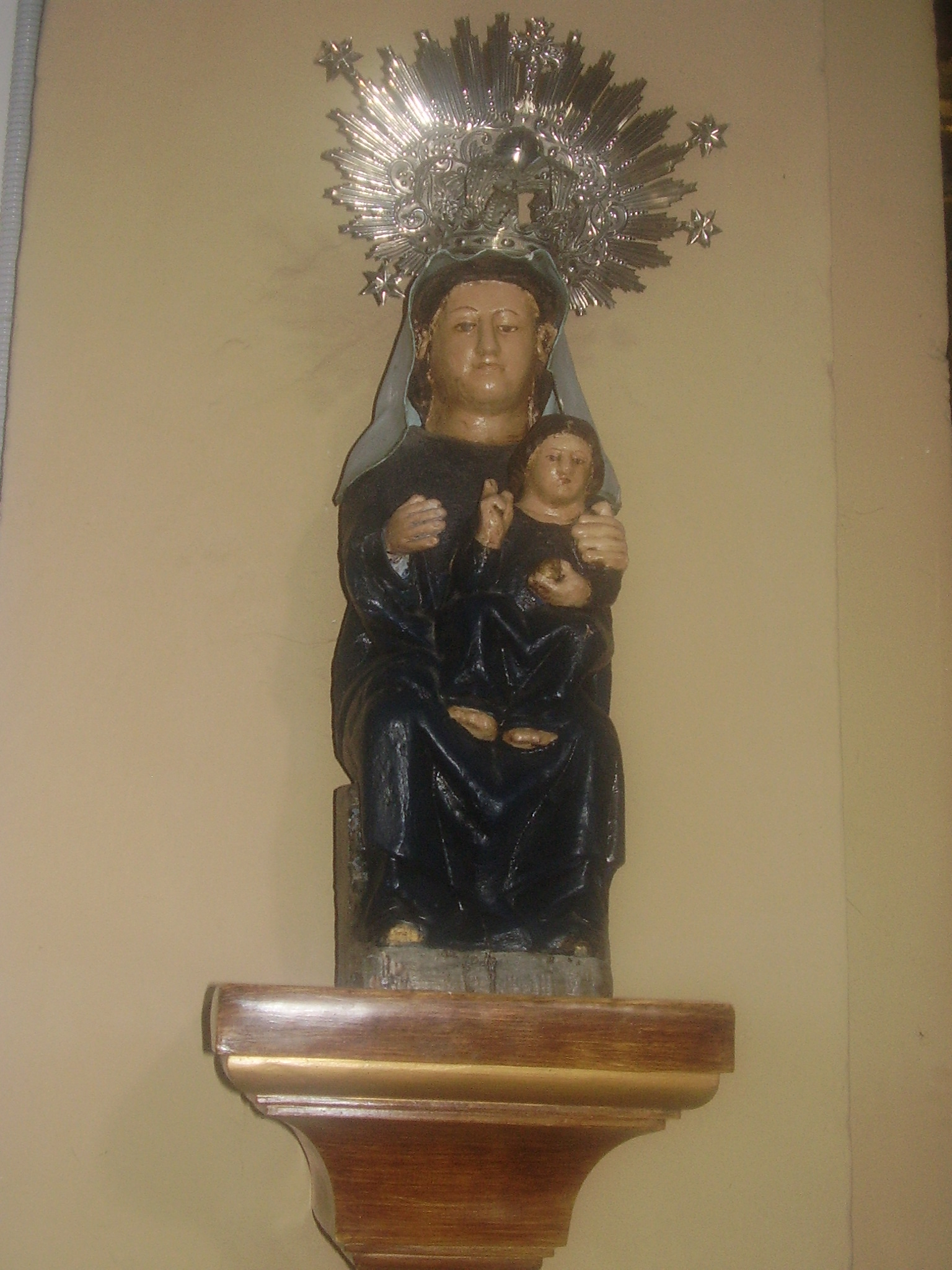
Virgen de las Mercedes

En el baptisterio sobresale la pila bautismal de piedra arenisca.

## Reliquias de los Mártires de la Legión Tebea
En la sacristía, dentro de una custodia, se conservan las reliquias de los Santos Mártires de la Legión Tebea, que son procesionadas cada 2 de mayo. Las reliquias de estos mártires llegaron a Las Casas poco antes del inicio de la Guerra de la Independencia Española, procedentes del Monasterio de El Escorial de Madrid, siendo obispo de Osma D. José Antonio Garnica, concretamente en el año 1808. Por ello se eligió el día 2 de mayo, fecha del levantamiento popular, como fiesta en honor a estos mártires. Así lo atestigua el estandarte, el cual en su parte trasera lleva la inscripción En el primer centenario 1908. Estas reliquias son restos de los santos Mauricio, Víctor, Cándido y Exuperio, todos ellos soldados romanos de la Legión Tebea.
- Datos: Q5909966